# Liste der Bodendenkmäler in Mainbernheim
Auf dieser Seite sind die Bodendenkmäler in der unterfränkischen Gemeinde Mainbernheim zusammengestellt. Diese Tabelle ist eine Teilliste der Liste der Bodendenkmäler in Bayern. Grundlage ist die Bayerische Denkmalliste, die auf Basis des Bayerischen Denkmalschutzgesetzes vom 1. Oktober 1973 erstmals erstellt wurde und seither durch das Bayerische Landesamt für Denkmalpflege geführt wird. Die folgenden Angaben ersetzen nicht die rechtsverbindliche Auskunft der Denkmalschutzbehörde.

## Bodendenkmäler der Gemeinde Mainbernheim

### Bodendenkmäler in der Gemarkung Mainbernheim
| Lage                    | Objekt | Akten-Nr.     | Bild |
| ----------------------- | --- | ------------- | ---- |
| Mainbernheim (Standort) | Brandgräber der Hallstattzeit. | D-6-6227-0064 |      |
| Mainbernheim (Standort) | Siedlung des Mittelneolithikums. | D-6-6227-0065 |      |
| Mainbernheim (Standort) | Bestattungsplatz mit Grabhügeln vorgeschichtlicher Zeitstellung.                                                                                         | D-6-6227-0067 |      |
| Mainbernheim (Standort) | Bestattungsplatz mit Grabhügeln der Urnenfelderzeit. | D-6-6227-0068 |      |
| Mainbernheim (Standort) | Siedlung vor- und frühgeschichtlicher Zeitstellung. | D-6-6227-0098 |      |
| Mainbernheim (Standort) | Archäologische Befunde des Mittelalters und der frühen Neuzeit im Bereich der Altstadt von Mainbernheim.                                                 | D-6-6227-0154 |      |
| Mainbernheim (Standort) | Archäologische Befunde des späten Mittelalters und der frühen Neuzeit im Bereich der Stadtbefestigung von Mainbernheim.                                  | D-6-6227-0155 |      |
| Mainbernheim (Standort) | Archäologische Befunde des späten Mittelalters und der frühen Neuzeit im Bereich der Evangelisch-Lutherischen Pfarrkirche St. Johannis von Mainbernheim. | D-6-6227-0156 |      |
| Mainbernheim (Standort) | Siedlung der Urnenfelderzeit und der Hallstattzeit. | D-6-6227-0192 |      |
| Mainbernheim (Standort) | Siedlung vor- und frühgeschichtlicher Zeitstellung. | D-6-6327-0108 |      |
| Mainbernheim (Standort) | Teil eines runden bzw. ovalen Grabenwerks vorgeschichtlicher Zeitstellung.                                                                               | D-6-6327-0109 |      |
| Mainbernheim (Standort) | Siedlung der Urnenfelderzeit. | D-6-6327-0263 |      |
| Mainbernheim (Standort) | Siedlung der Urnenfelderzeit und der Hallstattzeit. | D-6-6327-0272 |      |
| Mainbernheim (Standort) | Siedlung der jüngeren Latènezeit. | D-6-6327-0273 |      |

### Bodendenkmäler in der Gemarkung Michelfeld
| Lage                  | Objekt | Akten-Nr.     | Bild |
| --------------------- | --- | ------------- | ---- |
| Michelfeld (Standort) | Freilandstation des Mesolithikums sowie Siedlungen des Neolithikums, der späten Hallstattzeit, der frühen Latènezeit, der jüngeren Latènezeit und der römischen Kaiserzeit. | D-6-6327-0045 |      |

### Bodendenkmäler in der Gemarkung Willanzheim
| Lage                   | Objekt                          | Akten-Nr.     | Bild |
| ---------------------- | ------------------------------- | ------------- | ---- |
| Willanzheim (Standort) | Siedlung der Linearbandkeramik. | D-6-6327-0119 |      |